# 南川绵穗苏
南川绵穗苏（学名：Comanthosphace nanchuanensis）为唇形科绵穗苏属下的一个种。